# Súr (Szlovákia)
Súr (szlovákul Šúrovce) község Szlovákiában, a Nagyszombati kerület Nagyszombati járásában. Nagysúr és Nemessúr egyesítésével jött létre, melyhez közigazgatásilag még Valtasúr és Várassúr tartozik.

## Fekvése
Nagyszombattól 11 km-re délkeletre található.

## Története
A régészeti leletek alapján területén már a kőkorszakban éltek emberek. A későbbi időkből a laténi kultúra emlékeit találták meg a településen.
A mai község négy korábbi település, Nagysúr, Valtasúr, Várassúr és Nemessúr egyesítéséből jött létre. A hagyomány szerint a honfoglalás után ez a terület Súr vezér szálláshelye volt. Oklevél 1261-ben említi először, amikor IV. Béla király az itteni királyi birtokot Truslefnek és Luipoldnak adományozza. Már a 13. században állt Szent Mihály tiszteletére szentelt temploma, Súr (a későbbi Nagysúr) plébániáját már 1291-ben említik. Területe egykor a galgóci uradalom része volt. 1439-ben Albert király a Rozgonyiaknak adpományozta. A 16. századtól a semptei váruradalomhoz tartozott, majd 1816-tól a cseklészi uradalom részeként a Bernolák család birtoka. A Thurzók, akik 1523-tól birtokosai és a protestantizmus nagy támogatói voltak, ide is eljuttatták hitszónokaikat. A templom a 17. század első felében a protestánsok kezébe került. 1634-ben Súron már protestáns lelkész működött. 1635-től az Eszterházy család szerzett itt birtokot. Nemessúr birtokosai részben az Ammer és Svetenay bárói család voltak.
A trianoni békeszerződésig mind a négy falu Pozsony vármegye Nagyszombati járásához tartozott.

## Leírása monográfiákban

### Nagysúr
Vályi András szerint „Nagy Súr. Tót falu Pozsony Várm. földes Ura G. Eszterházy Uraság, több Nemes Urak is laknak, és bírnak benne, lakosai katolikusok, fekszik Varra-Súrhoz 1/4 órányira; határja 3 nyomásbéli, ’s közép termékenységű, legelője, és réttyei jók, szőleji Vág vizén túl vagynak Nyitra Vármegyében.” 
Fényes Elek szerint „Súr (Nagy), tót falu, Poson vgyében, a Vágh vize mellett, 886 kath., 64 zsidó lak. Kath. paroch. templommal. Több hajó-malmokkal a Vág vizén; legelője bőven, azért szép szarvasmarhát nevel. F. u. gr. Eszterházy József. Ut. p. Nagy-Szombat.”
Pozsony vármegye monográfiája szerint „Nagysúr, vágvölgyi tót kisközség, 128 házzal és 872 róm. kath. vallású lakossal. Az e vidéken elterjedt hagyomány szerint e községet Súr vezér alapította. Királyi birtok volt, melyet IV. Béla 1261 körül Truslef és Luipold nevű nemeseknek adományoz. Zsigmond király 1439-ben György grófnak zálogosítja el. 1439-ben Albert király a Rozgonyiaknak adományozza. 1523-ban a Thurzók lettek az urai, a kiktől 1635-ben az Esterházyak örökölték. Ma három Súr van e vidéken, melyek hajdan egy községet alkottak. Varrasúr régi pecsétje legjobban bizonyítja ezt, mert „Sigillum Trium Sur 1514” feliratot visel. Az 1553-iki portális összeírásban két Nagysúr nevű község szerepel. Az egyik királyi birtok, a másikban Báthori Andrásnak 6 és a borostyánkői uraknak is 6 portája van bejegyezve. Újabbkori birtokosai az Esterházyak. Hajdan magyar lakosai voltak. Katholikus temploma 1793-ban épült. A plébániának értékes könyvtára van; az egyház 1741-ből ezüst-kelyhet őriz, mely czímerrel díszítve a következő föliratot viseli: „A. R. D. Joan. Tesseni Paro: Ladiczensis proprio pro usu suo fieri curavit 1741”. A községhez tartozó Botszeg nevű dűlő régi község emlékét őrzi. 1323-ban Botfalva néven szerepel és Boleszló esztergomi érsek az itteni nemes jobbágyoknak szabadságlevelet ad. A pápai tizedszedők jegyzékében Bot néven van említve. Az 1553-iki összeírásban Serédy Gáspárnak 3 portája adózik itt. Van saját postája, de távírója és vasúti állomása Szered.”

### Nemessúr
Pozsony vármegye monográfiája szerint „Nemessúr, vágvölgyi magyar kisközség, körjegyzőségi székhely, 44 házzal és 256 róm. kath. vallású lakossal. E néven csak az újabb korban szerepel, mert hajdan Nagysúrhoz tartozott és annak sorsában osztozott. Magyar község volt, de idővel eltótosodott. Lakosai nemesi jogokat élveztek. Katholikus kápolnája 1869-ben épült. Postája Nagysúr, távírója és vasúti állomása Szered.”

### Valtasúr
Vályi András szerint „Valta Súr, Péntek Súr. Tót faluk Pozsony Várm. földes Urok Gr. Eszterházy, és Gr. Pálfy Uraságok, lakosaik katolikusok, fekszik egygyik Nagy Súrnak szomszédságában, Vág vize mellett, és amannak filiája; másik Egyházfalvának filiája, ’s határjaik az előbbeniekhez hasonlítók.” 
"VALTASÚR. Tót falu Pozsony Várm. földes Ura Gr. Eszterházy Uraság, lakosai katolikusok, fekszik Vágvize mellett, Nagy Súr, és Varra Súrnak szomszédságjokban; határja közép termékenységű." 
Fényes Elek szerint „Súr, (Valta), tót falu, Poson vármegyében, a Vágh mellett, 369 kath., 5 zsidó lak. F. u. gr. Eszterházy József. Ut. p. Nagy-Szombat.” [3]
Pozsony vármegye monográfiája szerint „Valtasúr, vágvölgyi tót kisközség, 85 házzal és 539 róm. kath. vallású lakossal. A Súr nevű községekről már megemlékeztünk. Valtasúr sorsa leginkább Nagysúréval függ össze. Az itt elterjedt hagyomány szerint e községet Súr vezér alapította és egyik fia után nevezte el Valtának. Birtokosai az Esterházyak voltak. Temploma nincs a községnek. Postája Nagysúr, távírója pedig Szered.”

### Várassúr
Vályi András szerint „Varra Súr. Tót falu Pozsony Várm. földes Ura G. Eszterházy Uraság, lakosai katolikusok, fekszik Nagy Súrhoz nem meszsze, mellynek filiája; határja is hozzá hasonlító.” 
Fényes Elek szerint „Súr (Varra), tót falu, Poson vgyében, ugyancsak a Vágh mellett: 446 kath., 8 zsidó lak. F. u. gr. Eszterházy József.” [3]
Pozsony vármegye monográfiája szerint „Varrasúr, vágvölgyi tót kisközség, 66 házzal 487 róm. kath. vallású lakossal. Története a többi Súr nevű községével azonos. E községről is ugyanaz a hagyomány, hogy Súr vezérnek Varra nevű fia alapította. Földesurai az Esterházyak voltak. A községnek nincs temploma, ezt egyszerű kápolna helyettesíti, mely 1884-ben épült. Postája Nagysúr, távírója és vasúti állomása Szered. Ide tartozik Licz és a Vágontúli major.”

## Népessége
| Év:            | 1994. | 2004.   | 2014.   | 2024.   |
| -------------- | ----- | ------- | ------- | ------- |
| Emberek száma: | 2163  | 2213    | 2329    | 2245    |
| Eltérés:       |       | +2,31 % | +5,24 % | -3,60 % |

| Év:            | 2023. | 2024.   |
| -------------- | ----- | ------- |
| Emberek száma: | 2225  | 2245    |
| Eltérés:       |       | +0,89 % |

1910-ben Nagysúrnak 900, Nemessúrnak 314, Valtasúrnak 565, Várassúrnak 466, túlnyomórészt szlovák lakosa volt.
2001-ben 2211 lakosából 2170 szlovák volt.
2011-ben 2263 lakosából 2189 szlovák.

## Neves személyek
- Nemessúron született 1908-ban Eisenberg Akiba főrabbi, a bécsi izraelita egyházmegye első vezetője a második világháború után.
- Itt született 1940-ben Stanislav Rakús szlovák író, irodalomtörténész és egyetemi tanár.
- Nagysúron szolgált Palsovics Antal (1771-1864) pozsonyi kanonok.
- Nagysúron szolgált Farkas Antal (1787-1872) katolikus pap.
- Nagysúron szolgált Lassú Lajos (1834-1898) római katolikus esperes-plébános.
- Nagysúron szolgált Sullay Rezső (1859-1896) római katolikus plébános.

## Nevezetességei
- Nagysúr Szent Mihály tiszteletére szentelt római katolikus temploma 1793-ban épült.
- Valtasúr Jézus Szíve temploma 1910-ben épült.
- Nemessúr Hétfájdalmú Szűzanya kápolnája 1869-ben épült.
- Várassúr Szent József kápolnája 1884-ben épült.
- A Szent Vendel szobor 1759-ben, a Szentháromság-oszlop 1781-ben készült.

## Külső hivatkozások
- Hivatalos oldal
- E-obce.sk Archiválva 2008. szeptember 25-i dátummal a Wayback Machine-ben
- Községinfó
- Súr Szlovákia térképén[halott link]
- Travelatlas.sk